# Top Model po-ukrainsky (mùa 5)
Mùa thứ năm của Top Model po-ukrainsky được dựa theo America's Next Top Model của Tyra Banks và là mùa thứ hai. Alla Kostromichova, Serhiy Nikityuk, Sonya Plakydyuk và Kostyantyn Borovskyy quay lại làm giám khảo cho mùa này.
Điểm đến quốc tế của mùa này là Athens dành cho top 4.
Người chiến thắng trong cuộc thi là Yana Kutishevska, 19 tuổi từ Podilsk. Cô giành được giải thưởng gồm một hợp đồng người mẫu với K Models, lên ảnh bìa cùng 6 trang biên tập cho tạp chí Pink, một chuyến đi tới New York được tài trợ bởi Maybelline để bắt đầu sự nghiệp người mẫu, giải thưởng tiền mặt trị giá 100.000₴, một bộ mỹ phẩm của Maybelline.

## Các thí sinh
(Tuổi tính từ ngày dự thi)
| Thí sinh | Thí sinh                                         | Tuổi | Chiều cao               | Quê quán       | Bị loại ở | Hạng              |
| -------- | ------------------------------------------------ | ---- | ----------------------- | -------------- | --------- | ----------------- |
|          | Ezedzhу Dzhonson (Johnny) Езеджи Джонсон (Джоні) | 19   | 1,85 m (6 ft 1 in)      | Kharkiv        | Tập 3     | 15                |
|          | Ivan Kyyanytsya Іван Кияниця                     | 21   | 1,85 m (6 ft 1 in)      | Kyiv           | Tập 4     | 14                |
|          | Alisa Holovnova Аліса Головньова                 | 19   | 1,75 m (5 ft 9 in)      | Luhansk        | Tập 5     | 13                |
|          | Serhiy Herdov Сергій Гердов                      | 26   | 1,88 m (6 ft 2 in)      | Tokmak         | Tập 7     | 12                |
|          | Sofi Beridze Софі Берідзе                        | 19   | 1,75 m (5 ft 9 in)      | Batumi, Gruzia | Tập 8     | 11                |
|          | Anna Troyan Анна Троян                           | 21   | 1,78 m (5 ft 10 in)     | Kharkiv        | Tập 9     | 10                |
|          | Denys Kovalov Денис Ковальов                     | 18   | 1,82 m (5 ft 11+1⁄2 in) | Kharkiv        | Tập 11    | 9 (dừng cuộc thi) |
|          | Yasya Krutova Яся Крутова                        | 24   | 1,68 m (5 ft 6 in)      | Kharkiv        | Tập 11    | 8                 |
|          | Dmytro Toporynskyy Дмитро Топоринський           | 28   | 1,86 m (6 ft 1 in)      | Vasylkiv       | Tập 12    | 7 (dừng cuộc thi) |
|          | Maksym Osadchuk Максим Осадчук                   | 21   | 1,86 m (6 ft 1 in)      | Lviv           | Tập 13    | 6                 |
|          | Yehor Stepanenko Єгор Степаненко                 | 23   | 1,86 m (6 ft 1 in)      | Shakhtarsk     | Tập 14    | 5                 |
|          | Yuliуa Dykhan Юлія Дихан                         | 22   | 1,73 m (5 ft 8 in)      | Odessa         | Tập 16    | 4                 |
|          | Dmytro Sukach Дмитро Сукач                       | 22   | 1,92 m (6 ft 3+1⁄2 in)  | Saky           | Tập 17    | 3                 |
|          | Kateryna Polchenko Катерина Польченко            | 18   | 1,73 m (5 ft 8 in)      | Kharkiv        | Tập 18    | 2                 |
|          | Yana Kutishevska Яна Кутішевська                 | 19   | 1,76 m (5 ft 9+1⁄2 in)  | Podilsk        | Tập 18    | 1                 |

## Kết quả
| 1  | Dmytro T. | Yuliya    | Anna      | Denys     | Anna      | Yasya     | Dmytro T. | Dmytro T. | Maksym    | Yuliya    | Yuliya          | Yehor     | Kateryna  | Yana      | Yana      | Kateryna Yana | Yana     |  |  |  |  |  |  |  |  |  |  |  |  |  |  |  |  |  |
| 2  | Kateryna  | Dmytro S. | Dmytro T. | Yasya     | Yuliya    | Dmytro T. | Dmytro S. | Dmytro S. | Yehor     | Dmytro T. | Yehor           | Kateryna  | Yuliya    | Dmytro S. | Dmytro S. | Kateryna Yana | Kateryna |  |  |  |  |  |  |  |  |  |  |  |  |  |  |  |  |  |
| 3  | Anna      | Maksym    | Kateryna  | Dmytro T. | Yana      | Yehor     | Yasya     | Yehor     | Yuliya    | Kateryna  | Yana            | Dmytro S. | Dmytro S. | Kateryna  | Kateryna  | Dmytro S.     |          |  |  |  |  |  |  |  |  |  |  |  |  |  |  |  |  |  |
| 4  | Yasya     | Kateryna  | Alisa     | Yana      | Sofi      | Anna      | Yuliya    | Yana      | Yana      | Yana      | Dmytro S.       | Yana      | Yana      | Yuliya    | Yuliya    |               |          |  |  |  |  |  |  |  |  |  |  |  |  |  |  |  |  |  |
| 5  | Ivan      | Yasya     | Yana      | Maksym    | Kateryna  | Dmytro S. | Yana      | Kateryna  | Yasya     | Dmytro S. | Kateryna Maksym | Yuliya    | Yehor     |           |           |               |          |  |  |  |  |  |  |  |  |  |  |  |  |  |  |  |  |  |
| 6  | Alisa     | Denys     | Dmytro S. | Kateryna  | Yasya     | Maksym    | Anna      | Yuliya    | Dmytro T. | Maksym    | Kateryna Maksym | Maksym    |           |           |           |               |          |  |  |  |  |  |  |  |  |  |  |  |  |  |  |  |  |  |
| 7  | Dmytro S. | Anna      | Serhiy    | Sofi      | Dmytro T. | Kateryna  | Kateryna  | Yasya     | Kateryna  | Yehor     | Dmytro T.       |           |           |           |           |               |          |  |  |  |  |  |  |  |  |  |  |  |  |  |  |  |  |  |
| 8  | Maksym    | Sofi      | Sofi      | Yuliya    | Dmytro S. | Sofi      | Yehor     | Maksym    | Dmytro S. | Yasya     |                 |           |           |           |           |               |          |  |  |  |  |  |  |  |  |  |  |  |  |  |  |  |  |  |
| 9  | Denys     | Yana      | Maksym    | Serhiy    | Maksym    | Yana      | Maksym    | Anna      |           | Denys     |                 |           |           |           |           |               |          |  |  |  |  |  |  |  |  |  |  |  |  |  |  |  |  |  |
| 10 | Serhiy    | Yehor     | Yehor     | Anna      | Serhiy    | Yuliya    | Sofi      |           |           |           |                 |           |           |           |           |               |          |  |  |  |  |  |  |  |  |  |  |  |  |  |  |  |  |  |
| 11 | Johnny    | Dmytro T. | Denys     | Yehor     | Yehor     | Serhiy    |           |           |           |           |                 |           |           |           |           |               |          |  |  |  |  |  |  |  |  |  |  |  |  |  |  |  |  |  |
| 12 | Yuliya    | Serhiy    | Yuliya    | Dmytro S. | Denys     |           |           |           |           |           |                 |           |           |           |           |               |          |  |  |  |  |  |  |  |  |  |  |  |  |  |  |  |  |  |
| 13 | Sofi      | Ivan      | Yasya     | Alisa     |           |           |           |           |           |           |                 |           |           |           |           |               |          |  |  |  |  |  |  |  |  |  |  |  |  |  |  |  |  |  |
| 14 | Yehor     | Alisa     | Ivan      |           |           |           |           |           |           |           |                 |           |           |           |           |               |          |  |  |  |  |  |  |  |  |  |  |  |  |  |  |  |  |  |
| 15 | Yana      | Johnny    |           |           |           |           |           |           |           |           |                 |           |           |           |           |               |          |  |  |  |  |  |  |  |  |  |  |  |  |  |  |  |  |  |

     Thí sinh bị loại
     Thí sinh được miễn loại
     Thí sinh có tấm ảnh đẹp nhất
     Thí sinh dừng cuộc thi
     Thí sinh không bị loại khi rơi vào cuối bảng
     Thí sinh ban đầu bị loại nhưng được cứu
     Thí sinh chiến thắng cuộc thi
1. ↑  Thứ tự gọi tên chỉ lần lượt từng người an toàn.
2. ↑  Trong tập 1 là tập casting và được tiếp tục chuyển sang qua đầu tập 2.
3. ↑  Trong tập 11, Denys và Dmytro S. được quay lại cuộc thi do nhận được nhiều lượt bình chọn nhất trong số các thí sinh bị loại. Nhưng sau đó, Denys quyết định dừng cuộc thi vì không chịu được áp lực của cuộc thi.
4. ↑  Trong tập 12, Dmytro T. dừng cuộc thi vì lí do cá nhân. Nên Kateryna & Maksym, là 2 thí sinh rơi vào cuối bảng, được an toàn.

### Buổi chụp hình
| Tập | Chính thức                                                                                             | Đấu loại                                                                                               |
| --- | --- | --- |
| 2   | Burlesque trên ly Martini khổng lồ                                                                     | Burlesque trên ly Martini khổng lồ                                                                     |
| 3   | Tạo dáng trên xe đạp theo nhóm                                                                         | Tạo dáng trên xe đạp theo nhóm                                                                         |
| 4   | Ảnh thẻ; Khỏa thân phần trên                                                                           | Đồ lót đen trên đĩa mì khổng lồ                                                                        |
| 5   | Ảnh bìa tạp chí giả                                                                                    | Diễn viên opera                                                                                        |
| 6   | Trận chiến của giới tính theo cặp; Khiêu vũ theo cặp                                                   | Tạo dáng với gái mại dâm                                                                               |
| 7   | Vui chơi với người cao tuổi                                                                            | Đồ trắng trên bãi phế liệu                                                                             |
| 8   | Đô vật theo cặp; Chuyện tình thời băng hà                                                              | Lướt sóng trong đồ vest                                                                                |
| 9   | Nổi trên mặt nước; Mắc kẹt dưới đất (lấy cảm hứng từ Antichrist)                                       | Đối đầu quỷ dữ                                                                                         |
| 10  | Trào lưu thập niên 1990; Gánh nặng trên người                                                          | Làm cố vấn cho buổi trình diễn thời trang giả dành cho trẻ em                                          |
| 11  | Sau bữa tiệc tùng; Ảnh chân dung tự nhiên với trang sức                                                | Tiệc trà trên không                                                                                    |
| 12  | Ảnh cảm hứng từ David LaChapelle; Cắm trại kiểu sang trọng; Phong cách Rococo trong phòng nghỉ cổ điển | Ảnh cảm hứng từ David LaChapelle; Cắm trại kiểu sang trọng; Phong cách Rococo trong phòng nghỉ cổ điển |
| 13  | Người nổi tiếng trên thảm đỏ sau chuyến xe tử thần; Người khổng lồ trên thành phố cho Maybelline       | Tập thể hình ngoài trời                                                                                |
| 14  | Thủy quái dưới nước (lấy cảm hứng từ The Shape of Water)                                               | Quảng cáo về phòng chống bạo lực                                                                       |
| 15  | Nghi lễ của phù thủy bộ tộc; Vũ công Vegas                                                             | Nghi lễ của phù thủy bộ tộc; Vũ công Vegas                                                             |
| 16  | Những con quỷ trong thần thoại Hi Lạp; Tạo dáng dưới nước                                              | Những con quỷ trong thần thoại Hi Lạp; Tạo dáng dưới nước                                              |
| 17  | Bóng đá                                                                                                | Bóng đá                                                                                                |
| 18  | Video chuyển động: Từ người thường hóa siêu mẫu; Phơi bày cá tính với những thí sinh bị loại           | Video chuyển động: Từ người thường hóa siêu mẫu; Phơi bày cá tính với những thí sinh bị loại           |